# 五天山公園
五天山公園（ごてんざんこうえん）は、札幌市西区福井にある公園。

## 概要
同区で初めての総合公園として採石場跡地に造成し、2009年（平成21年）に全面オープンした。北海道道82号西野真駒内清田線沿いにあり、五天山を背景に各種施設を整備しているほか、五天山中腹にも2ヵ所の見晴らし台を設けている。四季を通じて様々なイベントを開催している。

## 施設
環境学習館
ホタルの養殖や自然環境についてのパネル展示を行っている
水車小屋
西野地区にかつて140台あった水車を復元
ホタルの小川
近くを流れる沢から水を引いて小川を作った。ホタルの生息する自然復元を行って保全している
テニスコート
1面（無料）
パークゴルフ場
利用期間：4月下旬から11月上旬
3コース、27ホール
ライラックコース（9ホール、パー33、総延長443 m）
すずらんコース（9ホール、パー33、総延長421 m）
あいりすコース（9ホール、パー33、総延長503 m）
子供の遊び広場
ザイルクライミング、ロッククライミング、コンビネーション遊具、ゴムブロック遊具など
冬期間利用不可
炊事広場
利用期間：5月1日から10月31日
バーベキューコンロ20基、炭捨てボックス5基、炊事棟2ヵ所
球技広場
ソフトボール、サッカー、3x3などに対応可
広場の一部は冬期間に雪の堆積場に利用するため、期間限定の開放となる
芝生広場
多目的広場
花園の丘
丘陵地を利用して花壇を造成
歩くスキーコース
積雪期、園内に常設される

## 参考資料
- “五天山公園が福井にオープン!!!” (PDF). 広報さっぽろ 西区.  札幌市 (2009年). 2016年6月17日閲覧。
- “五天山公園” (PDF).   五天山・宮丘パークマネージメントグループ. 2016年6月17日閲覧。